# Honorato de Arlés
San Honorato de Arlés (Tréveris, Alemania, c. 350 - Arlés, Francia, 6 de enero de 429) fue arzobispo de Arlés y es venerado como santo por la Iglesia católica y la ortodoxa.
De familia galorromana y pagana, él y su hermano Venancio se convirtieron al Cristianismo. Peregrinó a Grecia, donde entró en contacto con los monjes de aquellas tierras y conoció su modo de vida.
Sobre el año 410 regresó a la Galia. Deseaba residir como ermitaño en algún lugar apartado y se instaló en la isla Lerina, también llamada isla San Honorato, una de las islas Lérins, frente a Cannes. La isla era un lugar desierto e inhóspito donde abundaban las serpientes. Según la tradición, Honorato cayó de rodillas y se puso a rezar; muriendo todas las serpientes y dando orden al mar para que arrastrara sus cadáveres limpiando la isla.
Al cabo de un tiempo se le unieron otros compañeros y fundó el monasterio de Lérins, regido por la Regla de san Pacomio. La comunidad creció y dio varios santos, teólogos y obispos como Hilario de Arlés, Vicente de Lerins, Cesáreo de Arlés, y se convirtió en un importante foco cultural.
A pesar de su mala salud era muy activo. Murió poco después de ser elegido arzobispo de Arlés.